# Seznam biskupů ve Vídeňském Novém Městě
Diecéze Vídeňské Nové Město byla založena v roce 1469 a v roce 1785 byla po dohodě Josefa II. s papežem Piem VI. zrušena, protože bylo založeno biskupství St. Pölten. Od roku 1990 je dáváno jako titulární biskupství vojenskému biskupovi Rakouska. 
| Jméno                                        | od   | do   |
| -------------------------------------------- | ---- | ---- |
| Michael Altkind (administrátor)              | 1469 | 1475 |
| Petrus Engelprecht                           | 1476 | 1491 |
| Augustin Kiebinger                           | 1491 | 1495 |
| Theoderich Kammerer                          | 1521 | 1530 |
| Johann Fabri (koadjutor)                     | 1524 | 1530 |
| Gregor Angerer                               | 1531 | 1548 |
| Heinrich Muelich                             | 1549 | 1550 |
| Christoph Wertwein (administrátor)           | 1550 | 1553 |
| Franz Abstemius                              | 1555 | 1558 |
| Martin Durlacher                             | 1558 | 1559 |
| Kašpar z Logau                               | 1560 | 1562 |
| Christian Napponäus                          | 1564 | 1571 |
| Lambert Gruter                               | 1572 | 1582 |
| Martin Radwiger                              | 1587 | 1588 |
| Melchior Klesl (administrátor)               | 1588 | 1630 |
| Matthias Geißler                             | 1631 | 1639 |
| Johann Thuanus                               | 1639 | 1639 |
| Laurenz Aidinger                             | 1666 | 1669 |
| Leopold Karl von Kollonitsch                 | 1670 | 1685 |
| Christoph de Royas y Spinola                 | 1687 | 1695 |
| Franz Anton von Bucheim                      | 1695 | 1718 |
| Ignaz von Lovina                             | 1719 | 1720 |
| Joseph Ignaz della Rovere                    | 1720 | 1721 |
| Jan Mořic Gustav z Manderscheid-Blankenheimu | 1722 | 1734 |
| Franz Anton von Khevenhüller                 | 1734 | 1740 |
| Cyriakus Ferdinand von Hallweil              | 1741 | 1773 |

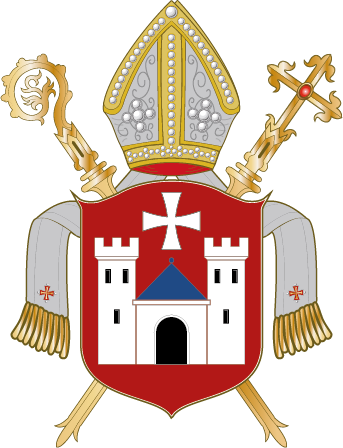
Znak bývalé diecéze Vídeňské Nové Město

| Johann Heinrich von Kerens                   | 1773 | 1784 |

Johann Heinrich von Kerens byl následně (1785 - 1792) biskupem Diecéze St. Pölten.